# Susanne Schulz
Susanne Schulz (* 23. Mai 1963 in Kassel) ist eine deutsche Regisseurin, Dramaturgin, Autorin und Intendantin.

## Leben
Schulz studierte von 1982 bis 1988 am Institut für Angewandte Theaterwissenschaft der Justus Liebig-Universität Gießen u. a. bei Andrzej Wirth, George Tabori und Heiner Müller. Nach dem Studium arbeitete sie mit der Freien Gruppe „Atelier“ in Sopot (Polen) und baute 1989 als Festivalleiterin das Pilotprojekt „theatrium – Junges Europäisches Theater“ in Menden auf.
Als Dramaturgin am Landestheater Eisenach wirkte sie von 1991 bis 1993 in den Bereichen Kinder und Jugend, Schauspiel und Ballett.
Von 1993 bis 1996 war sie Schauspieldramaturgin und Leiterin des Kinder- und Jugendtheaters am Stadttheater Gießen und konzipierte und organisierte die Kinder- und Jugendtheaterfestivals „Auge(n)blick mal!“.
In den folgenden Jahren wirkte Schulz als Chefdramaturgin am Landestheater Neustrelitz in den Sparten Musiktheater, Schauspiel, Ballett / Tanztheater.
Ab 1999 war Schulz u. a. ständige Lehrbeauftragte der Johannes Gutenberg-Universität Mainz und unterrichtete an der Hochschule für Film und Fernsehen „Konrad Wolf“ in Potsdam-Babelsberg. Weitere Lehraufträge führten sie an die Universitäten Konstanz, Berlin und die Jagiellonen-Universität Krakau.
2002 wurde sie am Institut für Theater-, Film- und Medienwissenschaft der Johann Wolfgang Goethe-Universität Frankfurt am Main bei Hans-Thies Lehmann promoviert. Ihr Buch „Die Figur im Theater Christoph Marthalers“ erschien im selben Jahr.
Nach vier Jahren als Chefdramaturgin am Anhaltischen Theater Dessau (2005–2009) wurde Schulz Intendantin des Theaters Naumburg. Ab 2011 war Schulz im Vorstand des Deutschen Bühnenvereins, Landesverband Ost.
Schulz arbeitete als Dramaturgin in Musiktheater – u. a. mit den Regisseuren Johannes Felsenstein, Sebastian Baumgarten und Michael Schulz –, im Schauspiel, Ballett und Tanztheater, im Kinder- und Jugendtheater, als Festivalleiterin, Theaterpädagogin, Autorin sowie als Lehrbeauftragte.
Von 2015 bis 2020 war Schulz Intendantin am Theater Ansbach.

## Inszenierungen

### Schauspiel
- Ein Gespräch im Hause Stein über den abwesenden Herrn von Goethe (Peter Hacks), Theater Naumburg, 2013/14
- Die Geier-Wally (Susanne Schulz nach Wilhelmine von Hillern), Theater Naumburg, 2014/15
- Elisabeth von England (Ferdinand Bruckner), Theater Ansbach, 2015/16
- Casanova oder die Kunst der Verführung (UA, Jutta Schubert), Theater Ansbach, 2015/16
- Stalin (Gaston Salvatore), Theater Ansbach, 2016/17
- Ein Gespräch im Hause Stein über den abwesenden Herrn von Goethe (WA), Theater Ansbach, 2016/17
- Terror (Ferdinand von Schirach), Theater der Altmark Stendal, 2016/17
- Luther! Das klare Wort (UA, Friederike Köpf), Theater Ansbach, 2017/18
- Der fliegende Holländer (UA, Friederike Köpf), Theater Ansbach, 2017/18
- Kabale und Liebe (Friedrich von Schiller), Theater Ansbach, 2017/18